# John Benjamin Stone

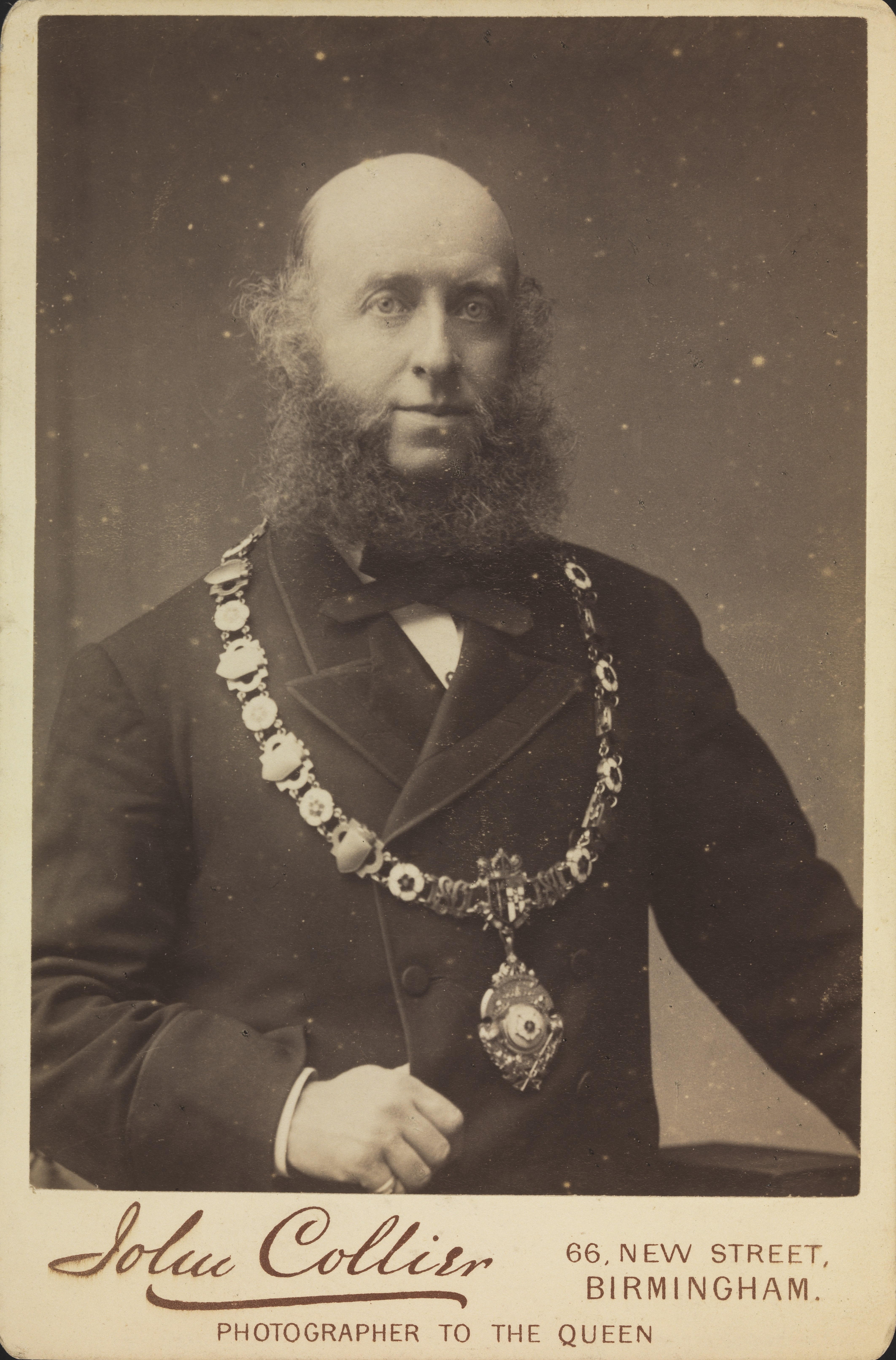
John Benjamin Stone com um colar de libré.

Sir John Benjamin Stone, mais conhecido como Benjamin Stone (Aston, 9 de fevereiro de 1838 – 2 de julho de 1914) foi um industrial, político conservador e renomado fotógrafo do Reino Unido, cuja carreira neste particular ganhou relevância após viagens ao Brasil na década de 1890.
Sua paixão pelas fotos o fez receber os apelidos de "O Cavaleiro da Câmera" (the knight of the camera) e "Sir Snapshot". Em suas palavras: "Briefly, I have aimed at recording history with the camera, which, I think, is the best way of recording it." (em livre tradução: "resumindo, eu tenho me dedicado a registrar a história com a câmera, o que, penso eu, é a melhor maneira de fazê-lo").

## Biografia
Stone nasceu em Aston, Birmingham, filho de um fabricante de vidro do lugar; com a morte do pai, ele o sucedeu nos negócios e passou a ter uma grande renda que o permitiu viajar bastante, numa época em que isto era privilégio dos ricos.
Quando ainda jovem colecionava fotografias e outras formas de registros de imagens, como cartões postais, estampas de estúdio ou ao ar livre, etc., com os quais ilustrava suas palestras e livros de viagem (anotações feitas durante as viagens).
Fundou e foi o primeiro presidente da Birmingham Photographic Society; passou toda a vida mantendo esse afã de colecionar fotografias - além das que adquiria, muitos de seus amigos e colegas contribuíam para seu acervo; apesar disto, via-se muitas vezes frustrado por não conseguir as imagens que queria dos lugares, resolveu ele mesmo aprender as técnicas fotográficas, contratando de forma permanente dois funcionários para esse mister trabalhando em sua casa em Erdington onde desenvolvia e imprimia suas próprias placas (negativos); o domínio da técnica fez com que fosse um dos primeiro fotógrafos a usar placas a seco, ao contrário das molhadas - o que permitia prepará-las no mesmo lugar em que tinham sido expostas.
Em 1892 participou da criação do Warwickshire Photographic Survey, entidade destinada a promover o registro do patrimônio histórico e arquitetônico do lugar para a posteridade - entidade que serviu para, em 1897, ele fundasse a National Photographic Record Association com fins nacionais e que funcionou, reunindo milhares de imagens, até 1910 quando, por falta de apoio oficial e pelo crescimento de entidades análogas locais, foi extinta, ficando seu acervo a cargo do Museu Britânico.
Por sua posição como membro da Câmara dos Comuns conseguiu acesso a locais ordinariamente proibidos; apesar de amador, seu corolário nesta atividade se deu quando foi nomeado fotógrafo oficial da coroação de George V.
No começo de 1892 ele visitou o Brasil pela primeira vez, e a 16 de fevereiro daquele ano, em Fortaleza, se viu no meio de uma revolta popular contra o governo; militares haviam postado um canhão diante do palácio: Stone pediu que estes posassem para uma fotografia e os rebeldes adiaram o canhoneio para que ele registrasse o momento; ele ainda registrou o estrago feito pelo tiros de canhão no salão de visitas do palácio.
Uma característica, a partir daí, de suas imagens, era procurar registrar costumes, povos, que ele sabia que estavam a desaparecer com o advento da modernidade e as mudanças sociais, tecnológicas e econômicas; suas fotografias de povos indígenas americanos seguem essa diretriz, e são um importante registro histórico - registrando tribos e chefes das nações estadunidenses então forçados a viver em reservas.
Stone deixou a política em 1910, reconhecendo que sua saúde não mais o permitia continuar; ele era contemporâneo e conterrâneo de outro líder conservador, Joseph Chamberlain, que era dois anos mais velhos - além de ambos terem feito fortuna em negócios herdados dos pais, tiveram outra coincidência: morreram no mesmo dia: Chamberlain, de ataque cardíaco, e Stone em sua casa de causas naturais; sua esposa veio a falecer tragicamente, dias depois e foram ambos sepultados no adro da igreja paroquial de Sutton Coldfield.

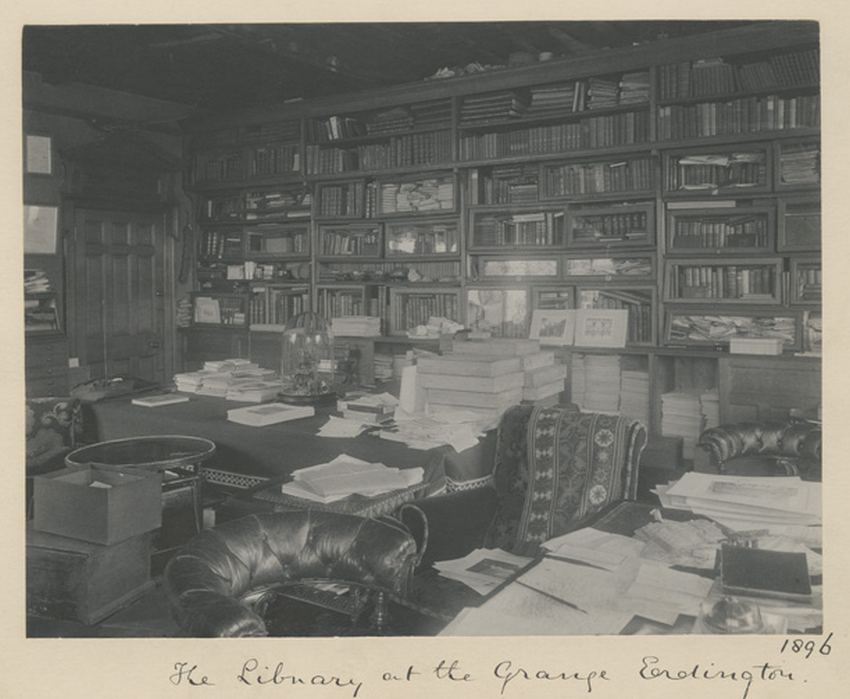
A biblioteca, em "The Grange"
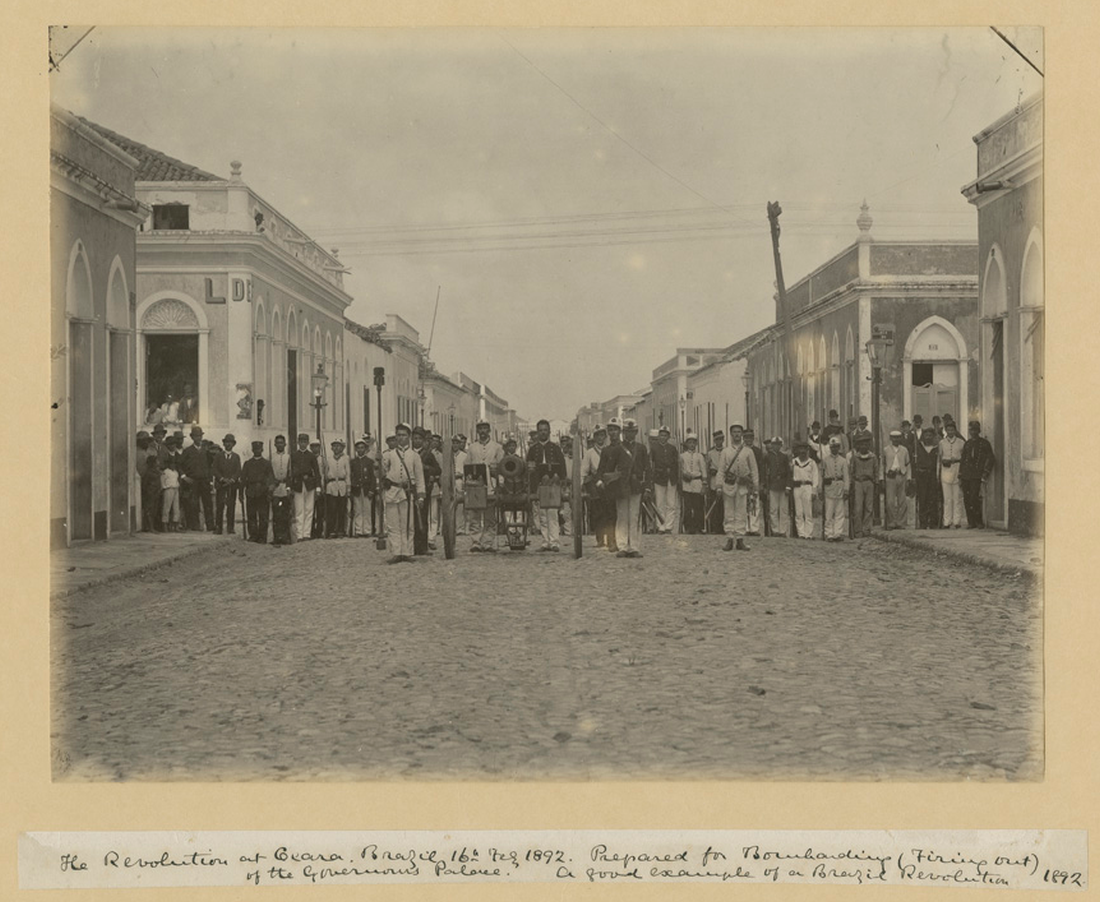
Revoltosos no Ceará, 1892
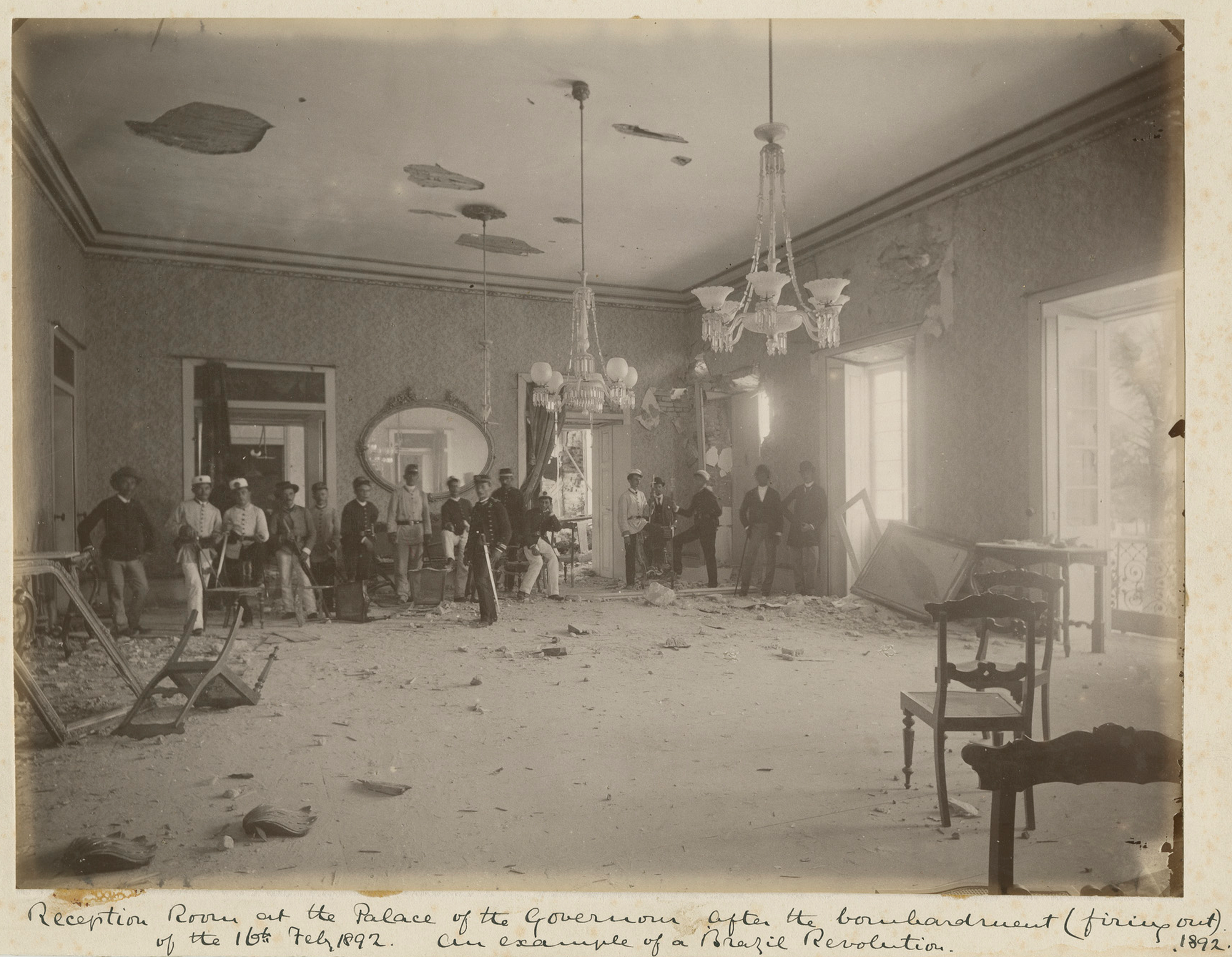
Palácio do governo cearense, bombardeado, 1892.
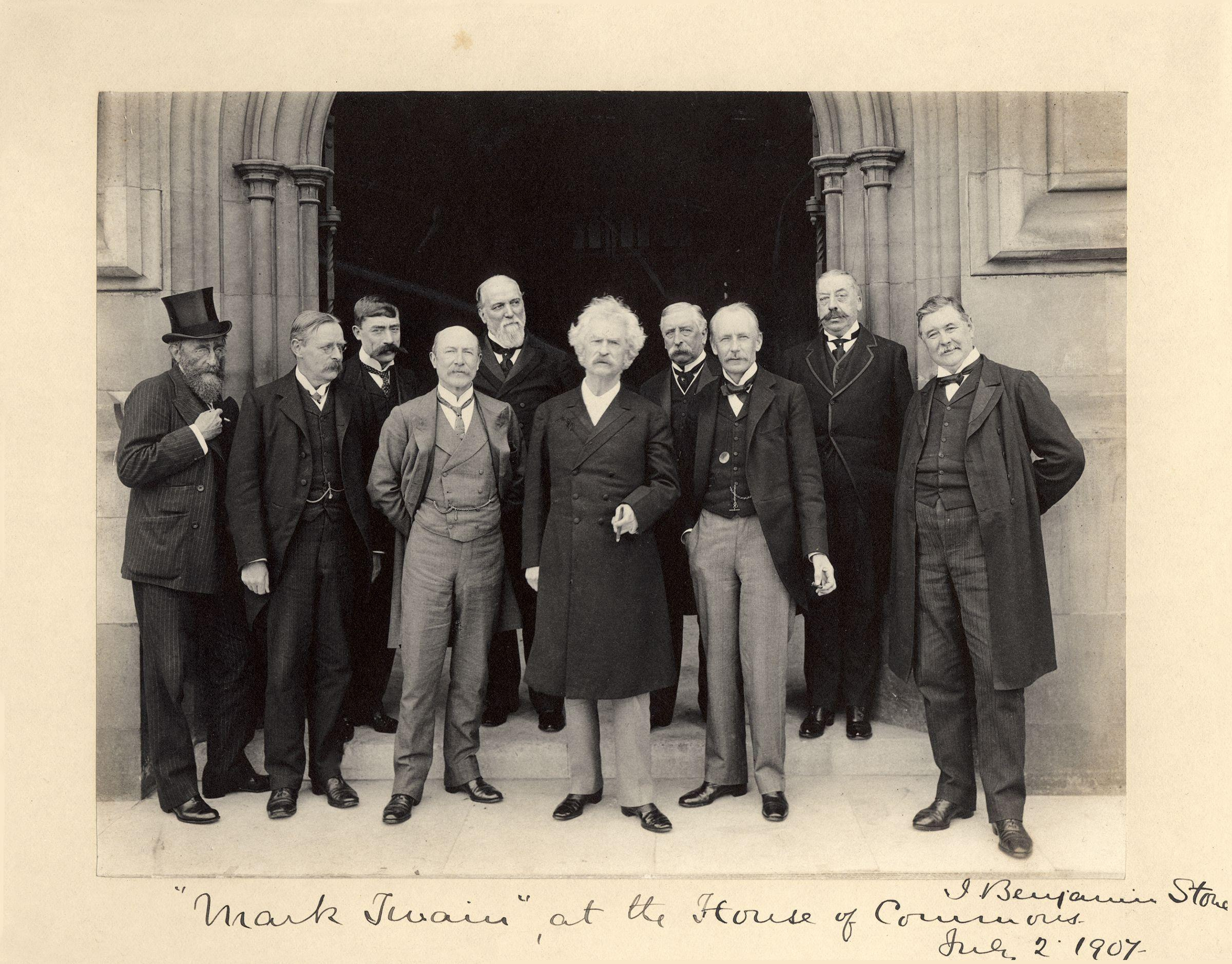
Visita de Mark Twain à Câmara dos Comuns.

## Viagem ao Brasil de 1893
Em 1893 Stone integrou a comitiva da Royal Astronomical Society que veio ao Brasil para registrar o eclipse solar daquele ano, visível no Ceará.
Já na vinda registrou a vida a bordo do navio SS Trent, que partira de Southampton e, após uma escala, trazia dezenas de lavradores pobres portugueses que imigravam em busca de melhor sorte na ex-colônia.
Uma vez no Brasil, os ingleses se deslocaram à então vila cearense de Paracuru e suas imagens registram a vida no país pré-industrializado, configurando um raro registro da região Nordeste em fins do século XIX, em mais de 250 chapas que, enviadas aos assistentes para revelação, foram por ele mais tarde legendadas.
Apesar de seu especial interesse pelas cidades e arquitetura, registrou também a vida miserável dos escravos então recém-libertados, de indígenas e moradores pobres - como também paisagens e cenas rurais e das florestas; instalados em Paracuru, receberam a visita de muitos curiosos, inclusive de astrônomos do Rio de Janeiro que para lá também se deslocaram a fim de registrar a coroa solar e se instalaram num sítio a alguns quilômetros dali.
Do Ceará, após o eclipse, foram a bordo do SS Brasil a Pernambuco, onde parte da equipe retornou à Inglaterra e ele, que tornara a registrar momentos a bordo, foi para o rio Amazonas - compondo um acervo hoje sob a guarda da Library of Birmingham.
Em 2014 a embaixada brasileira em Londres promoveu uma exposição dessas imagens, por ocasião da Copa do Mundo FIFA de 2014; além do Ceará e da amazônia, fotografou o Maranhão e Pernambuco e ainda recolheu fotografias de retratistas locais, objetos e tecidos típicos, com os quais enriqueceu seu acervo na casa em Erdington, que chamava de "The Grange".

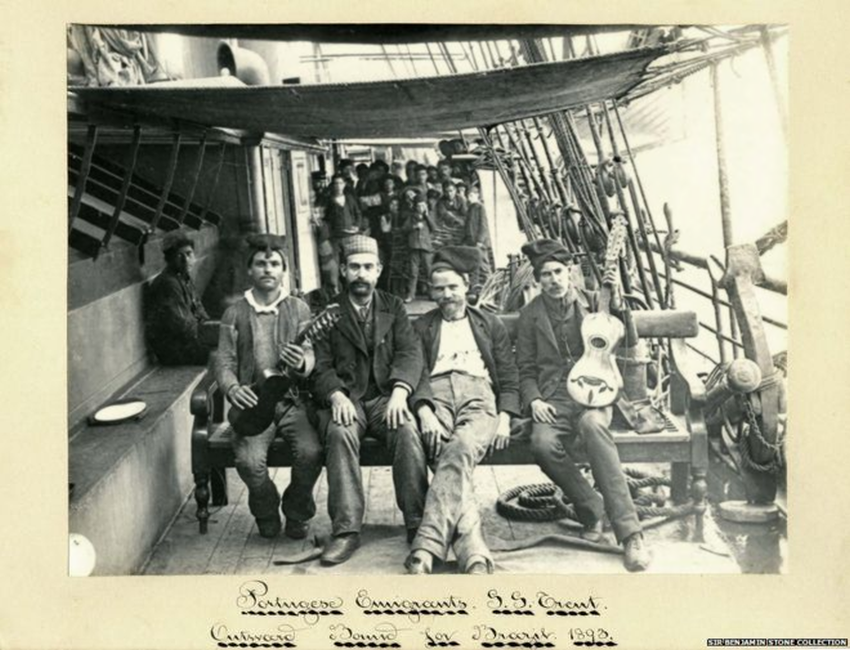
Imigrantes portugueses.
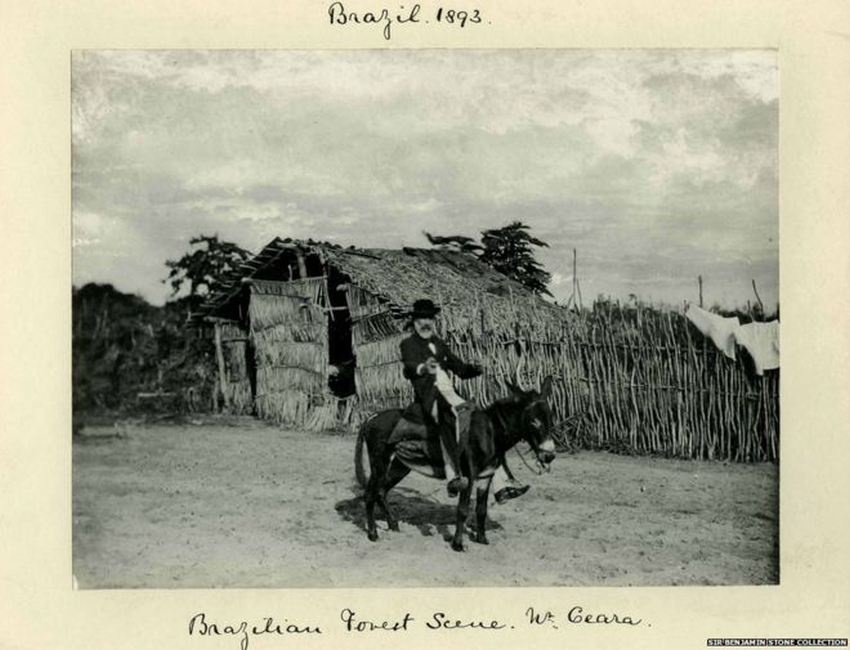
Cena do sertão cearense.
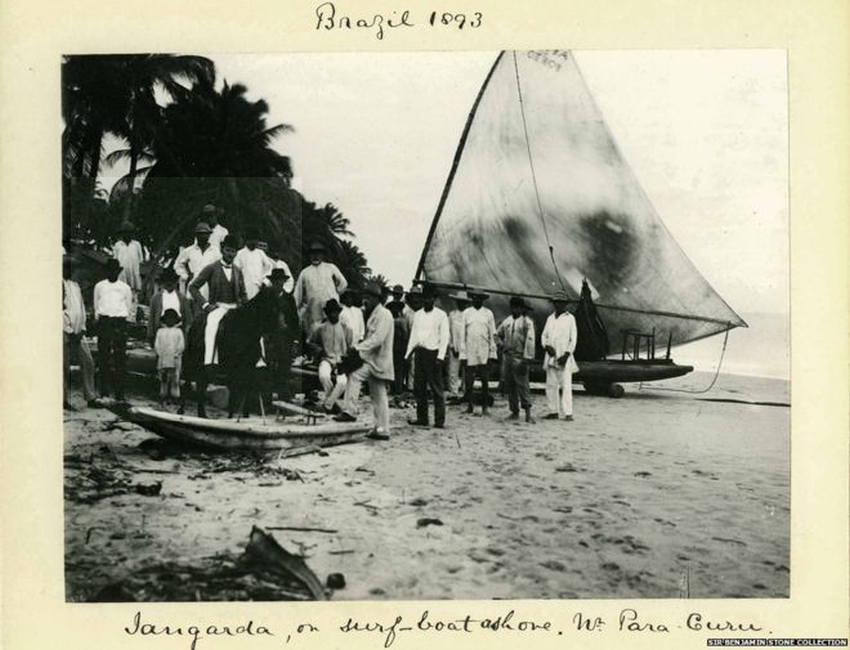
Jangada e moradores de Paracuru.
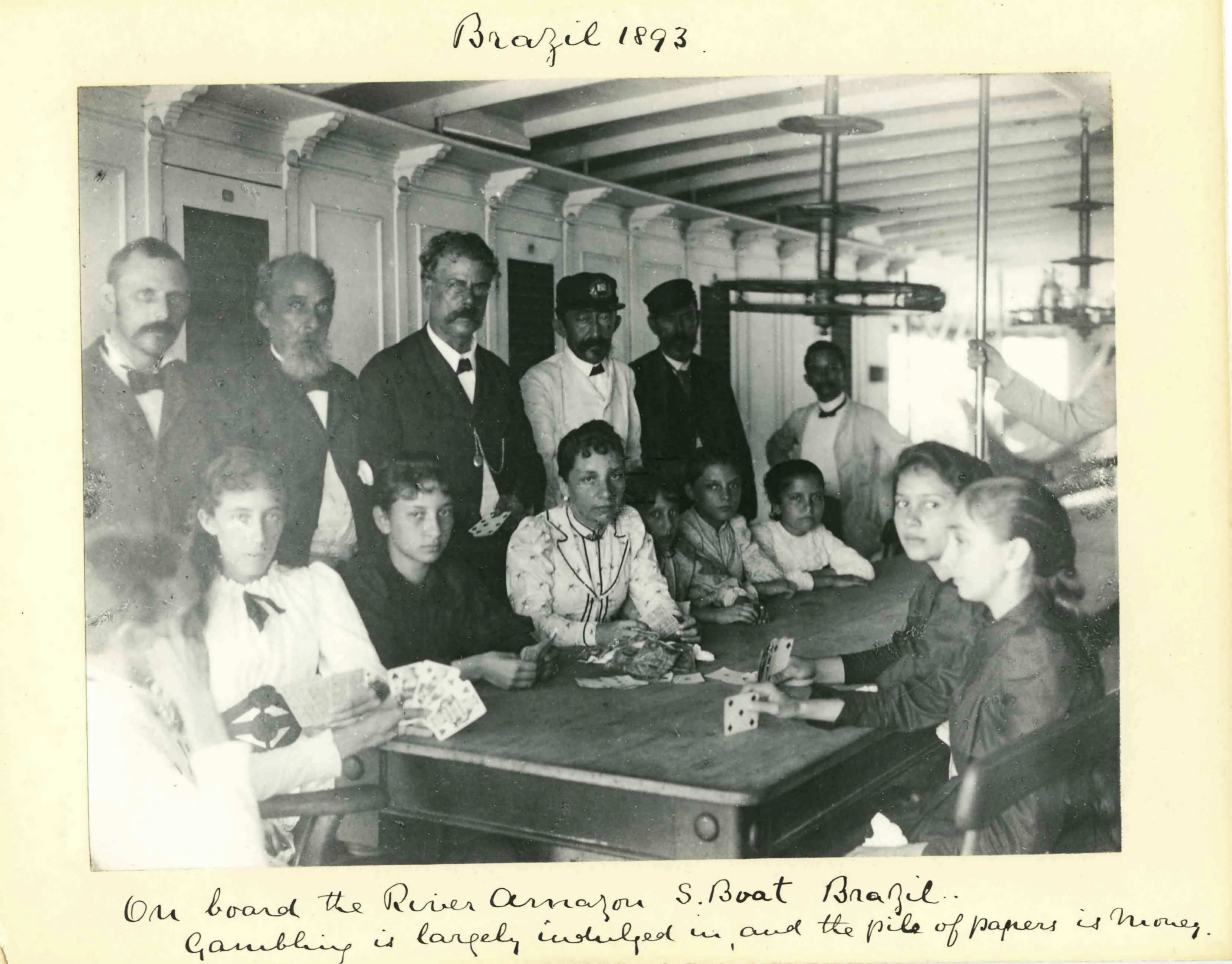
A bordo de navio, no Amazonas.